# Silent Hill: Downpour
(Tag-line del videogioco)
Silent Hill: Downpour (サイレントヒル ダウンプア?, Sairento Hiru: Daunpua) è il sesto capitolo (ottavo se si contano gli spin off su console portatili) della saga di Silent Hill, sviluppato da Vatra Games e pubblicato da Konami per PlayStation 3 e Xbox 360.
Inizialmente il gioco era previsto per il 25 ottobre 2011, ma Konami e Vatra hanno deciso di rinviare la data di uscita per modificare il gioco e renderlo più incline alle aspettative dei fan, perfezionando ulteriormente la struttura di gioco e rimediando ai piccoli errori riscontrati in fase di sviluppo.

## Trama
Il protagonista è Murphy Pendleton, un carcerato (matricola RS273A) condannato a vari anni di reclusione presso il penitenziario Ryall State Corrections Facility, per il furto di un'auto della polizia. In cerca di vendetta per un motivo non meglio specificato, Murphy convince George Sewell, una guardia carceraria, a garantirgli segretamente l'accesso alle docce, per riuscire ad incontrare un altro detenuto, Patrick Napier, che dopo un breve dialogo con Murphy, che si conclude con la frase «eravamo vicini di casa..», finisce ucciso a percosse da quest'ultimo.
In seguito ad una rivolta presso il penitenziario, le autorità decidono di trasferire Murphy e altri cinque detenuti in un'altra struttura, la Prigione di massima sicurezza di Wayside (Wayside Maximum Security Prison), e i carcerati vengono scortati tramite un autobus. Durante il tragitto, l'autobus supera il margine est di Silent Hill, e tra Murphy e un prigioniero inizia un diverbio. Anne Cunningham, una delle guardie carcerarie incaricate alla trasferta, intima ai due di fare silenzio battendo il manganello sulla rete di protezione, facendo distrarre l'autista, che non si accorge che la strada davanti è collassata improvvisamente nel nulla. Il bus sbanda e precipita rotolando giù per una collina. Murphy riprende conoscenza in una foresta accanto ai rottami del bus, e ne approfitta per fuggire. Anne prova a catturarlo, ma scivola verso un burrone, riuscendo a malapena ad aggrapparsi. Qui Murphy può decidere se aiutarla o meno.
Murphy si sposta nella periferia di Silent Hill, e incontra Howard Blackwood, un postino. Howard spiega a Murphy che tutte le strade principali della città sono inagibili, e che l'unico modo per superare quest'area è passando vicino a una funivia, aggiungendo inoltre che il luogo, era stato accuratamente evitato dalle persone dopo il verificarsi, tempo addietro, di un incidente. Detto ciò, Howard riprende il suo lavoro e se ne va. La funivia però, può essere solo attivata con un apposito biglietto, del quale Murphy non è in possesso, e prosegue con la sua esplorazione, dove giunge presso una tavola calda abbandonata: il Devil's Pit Dinner. Murphy entra nella struttura che sembra essere abbandonata da decenni e si reca nella cucina. Una delle tubature del gas perde e Murphy cerca di chiuderla, ma quando gira la valvola di chiusura scatta un corto circuito nei fornelli, facendo divampare un incendio. Murphy attiva il sistema antincendio, che estingue le fiamme, e in quell'istante i mobili, le pareti ed ogni altra cosa dentro la stanza inizia a sgretolarsi, e la dimensione parallela si manifesta. Murphy attraversa le varie aree, ed incontra nuovamente il prigioniero sul bus, che aggredisce qualcuno. Murphy lo blocca, convinto che egli stia aggredendo una donna, ma quando il prigioniero viene sgozzato, si rende conto che in realtà si trattava di una creatura dalle sembianze femminili, ora volta ad attaccare Murphy, che la neutralizza. Murphy trova nuovi indumenti, ottiene il biglietto che gli serve da un flipper e prende la funivia, che lo conduce presso la parte turistica dei Devil's Pit.
Verso l'ingresso, Murphy incontra J.P. Sater, una ex guida turistica del luogo. L'uomo racconta a Murphy, con aria mesta, di quando l'attrazione era al culmine della sua fama, e di quanto gli piacesse il suo vecchio mestiere. Murphy chiede all'uomo come arrivare alla città, e quest'ultimo indica un passaggio tranviario che attraversa delle caverne. Murphy segue le istruzioni di J.P. e si reca verso le caverne, dove trova un vecchio articolo di giornale nel quale apprende che in un periodo del passato non meglio precisato, J.P., che era ubriaco durante il suo turno di lavoro, aveva causato il deragliamento del tram presso la suddetta caverna, causando la morte accidentale di otto bambini. Di li a poco, Murphy scorge J.P. oltre la ringhiera di una balconata, nel tentativo di suicidarsi. I due parlano un po' in merito alla vicenda dell'incidente, Murphy può decidere se consolarlo o inveire, ma in ambo i casi, J.P. si getta nel vuoto. Murphy prosegue, attiva il tram e vi sale a bordo, e il suo tragitto lo porta nella dimensione parallela, dove in prossimità della meta, Murphy viene ostacolato da una creatura che chiede all'uomo se Gli è piaciuto il giro  e perde i sensi. Al suo risveglio, Murphy s'imbatte nuovamente in Anne, che gli intima di fermarsi, e lo perquisisce. Anne scorge tra le tasche di Murphy un distintivo, che lei riconosce, e le causa un crollo emotivo. Murphy le chiede cosa ha, ma la donna gli intima di andarsene, e prosegue il suo cammino.
Dopo aver passato le miniere, Murphy si ritrova a Silent Hill pensando di aver trovato la civiltà, ma la situazione peggiora ulteriormente. Dopo aver incontrato di nuovo il postino, Murphy si dirige alla stazione radio dove incontrerà un DJ che sentiva spesso alla radio, pensando che lo poteva aiutare a trovare una via d'uscita, ma ben presto Murphy scopre che questo DJ è ancora più pazzo degli altri personaggi, poi il DJ viene ucciso da uno screamer. Qui Murphy rientra per l'ennesima volta nella dimensione parallela che però appare più vivida del solito, dove incontra per la prima volta il Boogeyman, un grosso uomo mascherato vestito di nero. Alla fine della dimensione parallela, Murphy, svenuto, si risveglia nuovamente a Silent Hill, ed il postino Blackwood, che incontra subito dopo, gli riferisce di andare al Monastero di Silent Hill in quanto l'hanno invitato. Murphy è scettico e non vuole andarci, ma non potendo fare altro allora si aggrappa a questa nuova speranza.
Entrato nel Monastero, una misteriosa suora lo accompagna al salone principale, che è pesantemente malridotto e in decadenza. Murphy chiede alla suora cos'è successo a quel posto e perché fosse così in decadenza, ma la suora sembra non accorgersene e lo ignora, sparendo poco dopo. Andando avanti nel Monastero, Murphy incontra Charlie, un bambino che gioca dall'altra parte della porta, Murphy instaura una discussione e ad un certo punto gli dice che gli ricorda molto suo figlio.
In realtà il figlio di Murphy morì poco prima: una giornata passeggiando sul lago, Murphy, dopo una distrazione, perde suo figlio, chiamato appunto Charlie. Il figlio viene aggredito e violentato da un pedofilo, e successivamente ucciso, ed è per questo che Murphy ha ucciso un uomo all'inizio del gioco, era appunto l'assassino del figlio. Murphy, per i sensi di colpa, non si dà pace e vuole "punirsi" andando in prigione. Per fare ciò commette un piccolo reato (ruba una macchina) al solo scopo di essere rinchiuso in prigione e, appunto, punito e lasciato alla sua depressione. In realtà Charlie è la metafora di suo figlio.
Charlie gli dice che Boogeyman è un uomo nero che lo vuole uccidere, e gli dice che c'è solo una poesia che può scacciare Boogeyman. Murphy parte alla ricerca della poesia e una volta trovata e imparata ritorna da Charlie, al quale era particolarmente legato (rivedendo in lui suo figlio). Tornando dal bambino vede dietro di lui il terrificante Boogeyman e Murphy, dall'altra parte della porta blindata, cerca di sfondarla urlando a Charlie di scappare. La scena si fa commovente e Murphy cerca di ricordare la poesia per scacciare Boogeyman, ma se la dimentica, allora continua a gridare a Charlie di scappare mentre lui cerca con tutte le sue forze di sfondare la porta, invano. Charlie muore rievocando la sorte del figlio di Murphy nella quale, ancora una volta, l'uomo è risultato impotente.
Dopo un altro passaggio nella dimensione parallela, Murphy reincontra la suora, e dopo varie spiegazioni, si capisce che Boogeyman rappresentava tutte le persone uccise per vendetta, di cui anche l'uomo che Murphy aveva ucciso a inizio gioco, l'omicida di suo figlio, e addirittura, dopo aver tolto la maschera a Boogeyman, Murphy vede tante facce alternarsi, delle persone di cui si è vendicato. Dopo aver passato il Monastero, Murphy trova una barca per scappare, ma viene fermato dall'agente Cunningham, intenta forse ad ucciderlo. Murphy si ritrova al Penitenziario dove passa una sezione normale e un lunghissimo giro nella dimensione parallela, alla fine si scopre il perché Anne è tanto arrabbiata con Murphy.
Tempo prima, l'agente corrotto Sewell propone a Murphy di aiutarlo ad uccidere l'assassino del figlio, ma solo in cambio che lui gli facesse un "favore", ovvero uccidere un altro uomo, Murphy portato dal desiderio di vendetta si lascia convincere. L'uomo in questione si scopre essere il padre di Anne Cunningham, che per Murphy è stato un amico visto che l'ha guidato per molto tempo ed erano diventati grandi amici. Quando il padre di Anne scopre che Murphy lo doveva uccidere, egli lo prega di non farlo, allora Murphy rifiuta e non lo uccide, quindi Sewell, infuriato, lo uccide di suo stesso pugno, infliggendogli percosse e pugnalate. Il padre di Anne, però, non muore, ma rimane paralizzato su una sedia a rotelle attaccato a dei macchinari per poter sopravvivere, e Anne, convinta che sia stato Murphy a fargli questo, sfoga tutto il suo dolore contro di lui.
Il boss finale infatti è il Wheelman, una specie di mostro gigante seduto su una sedia a rotelle e collegato a dei macchinari, chiaro riferimento del padre di Anne.
Da qui, il motivo per il quale Anne vuole uccidere Murphy che, d'un tratto diventa Boogeyman (infatti come detto Boogeyman rappresenta la persona su cui si riversa la propria vendetta, in questo caso Murphy), e si dovrà controllare Murphy versione Boogeyman. Nel caso in cui non si dovesse scegliere di ucciderla, Anne capisce che non è stato lui ad uccidere il padre, e placa dunque il suo odio cieco nei confronti di Murphy. La vicenda può avere cinque esiti differenti:
- Perdono

Condizioni: aver cercato di salvare sia Anne che J.P. all'inizio, e risparmiato Anne alla fine.
Trama: Un flashback mostra Sewell che uccide Coleridge. Anne perdona Murphy, vengono trasportati al di fuori di Silent Hill, ed Anne rilascia un falso rapporto in cui dichiara che Murphy è ufficialmente morto, dando la possibilità a quest'ultimo di scappare.
- Verità e Giustizia

Condizioni: non aver mostrato interesse nella sorte di Anne o J.P, o di entrambi, e aver deciso di risparmiare Anne nello scontro finale.
Trama: Avvengono gli stessi eventi del finale Perdono, con la sola differenza che Anne compie la sua vendetta su Sewell.
- Cerchio completo

Condizioni: tentare di salvare sia Anne che J.P, ma uccidere Anne alla fine.
Trama: Un flashback mostra Murphy che uccide Coleridge. Questi, ritornato in prigione, si suicida divorato dal senso di colpa, e finisce nella dimensione parallela, dove rivive continuamente gli stessi eventi osservato costantemente dal Wheelman.
- Sentenza

Condizioni: aver lasciato da soli Anne o J.P, oppure entrambi, e uccidere Anne alla fine.
Trama: Esso mostra lo stesso flashback del finale Cerchio completo, con la sola differenza che in questo si apprende inoltre che è stato Murphy stesso ad uccidere suo figlio, e viene quindi condannato alla pena di morte tramite iniezione letale. Nel caso Anne uccidesse Murphy, ella si ritrova in cella a vivere le stesse situazioni vissute da Murphy, mentre viene osservata da quest'ultimo, che prende il posto di Sewell.
- Buon compleanno

Condizioni: le stesse di Verità e Giustizia e di Sentenza, ma avendo completato il gioco almeno una volta e portando a termine nella nuova partita la sbloccata missione Ricordi Inutili.
Trama: Canonico finale dal risvolto grottesco. Murphy evade dalla sua cella, e attraversa un tunnel da lui gradualmente scavato. Giunto alla fine di esso, Murphy si ritrova davanti ad una festa organizzata in suo onore, dove i vari personaggi, incluse alcune bubblehead nurse e alcuni personaggi dei precedenti episodi, come Heather Mason del terzo episodio, James Sunderland, sua moglie Mary e Laura del secondo episodio, e Joshua Sheperd del quinto episodio esclamano sorpresa!!, seguiti da Pyramid Head, che taglia la torta a metà, spaccando anche metà del tavolo.
Finale alternativo: Bisogna lasciarsi uccidere da Anne, in modo che essa possa compiere la sua vendetta. Si vedrà Anne rinchiusa nella cella di Murphy, con lo stesso a fargli da guardia carceraria, così come Sewell era stato per Murphy. In pratica Silent Hill si impossessa dell'Anima di Anne per farle espiare la colpa dell'omicidio ingiusto contro Murphy.
Nota: nell'ottenere una moralità positiva, non basta solo l'interesse per la sorte di Anne o J.P, ma serve anche non aver ucciso troppe creature.

## Teorie e metafore
Come gli altri Silent Hill, anche Downpour presenta una massiccia quantità di metafore ed allusioni:
- Ogni qual volta che Murphy s'imbatte in aree umide o circondate dall'acqua, si verifica o sta per verificarsi una situazione pericolosa. La presenza dell'acqua in tali situazioni è una sorta di manifestazione del subconscio di Murphy, che ha ritrovato il figlio Charlie morto nel lago dopo l'aggressione subita da Patrick Napier, e pertanto, associa l'acqua al presagio di un qualcosa di spiacevole.
- Murphy, un uomo buono e come dice lui «...non avrei neanche il coraggio di uccidere una mosca...» cambia totalmente dal momento in cui uccide Patrick Napier, e si rende conto che la vendetta non ha mitigato la sua sofferenza. Un susseguirsi di sbagli lo portano dunque a Silent Hill per espiare le sue colpe e capire che la vendetta non serve a niente.
- Il Boogeyman stesso, personifica tutte le persone uccise per vendetta, e il mostro con il quale convivono coloro che la compiono in quanto la vendetta non porta altro se non un insormontabile rimorso.
- Anne, come Murphy, finisce a Silent Hill in quanto come lui la donna è mossa da un desiderio di vendetta. Tuttavia, nel caso di Anne, la città non manifesta se non frangenti della sua dimensione parallela. Ciò accade in quanto Anne non ha colpe da espiare, tuttavia la donna, che intende uccidere Murphy, è in procinto di commettere un crimine, e ritrovarsi a fronteggiare eventualmente la penitenza che Silent Hill le impartirà: infatti, nel caso in cui Anne dovesse uccidere Murphy, si ritroverà a vivere la stessa sorte dell'uomo.
- Lo Screamer è una ipotetica personificazione di Carol Pendelton, la ex-moglie di Murphy, in quanto la creatura urla, inveisce e aggredisce Murphy, esattamente come la sua ex-moglie fece con lui dopo la morte del loro figlio.

## Personaggi
- Murphy Pendlton: È il protagonista del gioco, un uomo normale con una moglie (Carol) e un figlio (Charlie) con cui vive dei bellissimi momenti. Dopo la morte del figlio verrà ossessionato dai senso di colpa per averlo perso di vista e si farà deliberatamente incarcerare per vendicarsi uccidendo Patrick Napier, l'assassino del figlio. Dopo averlo fatto farà un viaggio a Silent Hill per espiare le sue colpe.
- Anne Cunningham: È una poliziotta del penitenziario che ha un forte risentimento verso Murphy, dovuto al fatto che pensa che sia stato lui ad uccidere suo padre Frank. Lo cercherà per Silent Hill per tutta la durata del gioco e solo alla fine capirà che non è stato Murphy ad ucciderlo.
- Charlie Pendlton: È il figlio di Murphy, morto a causa di Patrick Napier, durante il gioco apparirà sotto forma di metafora a Murphy, anche se Murphy non capisce che è suo figlio, cogliendo solo una somiglianza tra i due, Charlie però muore anche nella metafora, a causa di Boogeyman mentre Murphy cerca di salvarlo, una ricostruzione metaforica del delitto con Boogeyman è che la creatura in quel momento rappresenterebbe Patrick.
- Carol Pendelton: La ex-moglie di Murphy, non si sa quasi niente su di lei, si sa solo che ha incolpato Murphy di tutto quello che è successo e lo aggrediva sempre verbalmente fino alla loro separazione.
- Patrick Napier: È un pedofilo che ha causato l'uccisione di Charlie Pendleton e altri otto bambini. Murphy lo uccide all'inizio del gioco nelle docce.
- George Sewell: È l'agente corrotto del Penitenziario, prende subito di mira Murphy aiutandolo ad uccidere Patrick in cambio di "un favore". Dopo aver ucciso Patrick, Sewell dice a Murphy che ora, secondo l'accordo, doveva uccidere Frank Cunningham, il padre di Anne, che è stato un grande amico di Murphy. Sewell rappresenta la parte oscura di Murphy, il desiderio di vendetta che lui prova ed è lo stereotipo della guardia carceraria corrotta americana.
- Frank Cunningham: È il padre di Anne, e diventa subito un grande amico di Murphy, guidandolo e aiutandolo in tutto. Quando Murphy decide di non ucciderlo, George Sewell va su tutte le furie e colpisce Frank pesantemente, mutilandolo. Frank non muore, ma rimane paralizzato completamente e costretto a vivere su una sedia a rotelle, deformato e attaccato a macchinari per la respirazione. Rappresenta la parte buona di Murphy e la sua guida.
- PJ: È un uomo che Murphy incontra al Devil's Pit, un giorno si presentò ubriaco al lavoro, nelle miniere, e fece deragliare un treno turistico da lui guidato uccidendo otto bambini. Anche lui come Murphy ha commesso uno sbaglio (lui uccidendo otto bambini, e Murphy per non aver fatto attenzione al figlio), PJ alla fine si butta da una sporgenza, suicidandosi, questo rappresenta anche un desiderio represso di Murphy di togliersi la vita e farla finita.
- DJ Ricks: È un DJ che si trova alla stazione radio di Silent Hill, per la prima parte di gioco lancia messaggi di aiuto alla radio e dedica spesso una canzone a Murphy, pur non conoscendolo, per questo Murphy si mette alla sua ricerca per capire come mai lo conoscesse e chiedergli come uscire dalla città, ma quando Murphy lo incontra, lui dice di non conoscere nessun Murphy, e subito dopo, davanti allo stesso Murphy, dedica nuovamente una canzone a Murphy (mette spesso la canzone "Born free" che era la stessa che Sewell canticchiava al penitenziario). Lui simboleggia la codarderia di Murphy, e l'incapacità di uscire da una situazione da solo, scegliendo così la soluzione più facile, così come Bobby, al posto di cercare una via d'uscita si limita a mandare messaggi d'aiuto alla radio, così Murphy prende la strada più facile facendosi incarcerare e vendicarsi.
- Howard Blackwood (postino): È un postino misterioso che porta la posta a Silent Hill (cosa strana visto che è disabitata) e dopo aver dato dei consigli, scompare nel nulla, è come una guida per ogni anima perduta nella città, ha affermato di aver incontrato anche Anne.
- Sanchez: È un carcerato spagnolo che sembra essere un nemico di Murphy. Morirà sgozzato da uno Screamer.

## Mostri
- Screamers: Gli screamers (lett. urlanti) sono delle donne urlanti molto somiglianti a delle streghe, hanno due attacchi, l'urlo che stordisce Murphy e l'attacco fisico con dei pugni. Sono molto potenti fisicamente e sono i mostri più presenti nel gioco, la loro origine metaforica è molto interessante. Dopo la morte di Charlie, da come si capisce in una lettera, Carol, la moglie di Murphy, diventa aggressiva e se la prende sempre con Murphy, lo aggredisce verbalmente e fisicamente, e gli urla sempre contro. Ogni volta che uno Screamer urla contro Murphy, lui si tocca la testa come se si stesse ricordando la moglie che lo perseguitava e gli accollava la colpa di tutto. Quindi, gli Screamers rappresentano Carol, la moglie di Murphy, e di come lo perseguitava. Una cosa interessante è il fatto che gli Screamers abbiano delle unghie lunghe, e che Murphy abbia una cicatrice a "taglio" sotto l'occhio, potrebbe essere che la moglie Carol l'abbia aggredito e tagliato con le unghie.
- Wepping Bats: Sono mostri grossi e bianchi che si muovono in modo grottesco, molto difficili da uccidere e molto agili nello schivare colpi, si incontrano principalmente nelle miniere. Loro rappresentano le guardie carcerarie, tutte corrotte e brutali, e come si evince da una lettera trovata in una cella al penitenziario, spesso arrivano anche ad uccidere i prigionieri.
- Prisoner Minions: Sono dei mostri umanoidi che si incontrano a Silent Hill e nel Penitenziario, sono simili agli Screamers ma maschi, più agili ma meno resistenti, la loro faccia sembra quella di un pazzo, contorta e insanguinata, rappresentano la paura che ha Murphy degli altri prigionieri, e come li vede, ovvero pazzi e criminali.
- Dolls: Le Dolls sono come delle bambole, in realtà c'è una specie di manichino simile a quelli esposti nei negozi di abbigliamento, che resta sempre immobile, mentre loro sono invisibili, bisogna attaccare il manichino per poterle uccidere, una volta a terra il manichino, muoiono. In realtà non hanno una grande forza, però attaccano in gruppo, e i manichini sono abbastanza resistenti. Se le si attacca invece muoiono molto più velocemente, però visto che sono invisibili, è difficile individuarle e quindi conviene colpire il manichino. Loro rappresentano l'apparenza e il pensiero, ovvero come quando una persona la vedi ferma e innocente, che non fa del male, ma poi invece il suo pensiero è diverso ed è violento, il pensiero ovviamente è invisibile, forse è riferito a Murphy che sembrerebbe innocuo a prima vista, ma invece nasconde una rabbia repressa.
- Prisoner Juggernauts: È un umanoide simile ai prigionieri, molto più forte, ha una muscolatura molto più formata ed è alto molto più di Murphy; probabilmente ha lo stesso significato dei Prisoner Minions.
- Void: È un buco nero che cerca di risucchiare Murphy durante gli Otherworld da cui si dovrà scappare.
- Wall Corpse: Sono creature simili ai Gray Child di SH1 che si trovano negli Otherworld, ostruisono il passaggio attaccando con degli spruzzi di sangue.
- Tormented Souls: Creature inoffensive intrappolate in una gabbia utilizzabili da Murphy per rallentare il Void.

### Boss
- Uomo Nero: Questo è il nemico più interessante del gioco, rappresenta la vendetta. Compare per la prima volta nel parcheggio, e appare altre 5/6 volte nel corso del gioco. In realtà lui rappresenta tutte le persone su cui si vuole vendicare, ha simboleggiato Patrick, e anche lo stesso Murphy (per via di Anne di cui si voleva vendicare).

Si combatte con lui per due volte, il suo martello rappresenta l'oppressione e il desiderio di vendetta (che appunto ti martella).
- Monocle Man: All'inizio si doveva mettere come boss da combattere, ma per problemi di tempo ha fatto solo una comparsa di pochi secondi.

Quando Murphy sale sul treno, nelle miniere, assiste ad uno spettacolo terrificante, centinaia di mostri che lo attaccano, il cambio di dimensione, ruggine e sangue dappertutto e una voce potente che gli parla, dopo la fine del viaggio si sente Monocle Man dire "Did you enjoy the ride, Murphy?" (Ti è piaciuto il giro, Murphy?). Monocle Man ha la forma di un gigantesco polipone, con una lente su un occhio (che simboleggia la sua autorità) quando compare è accompagnato da un centinaio di Wepping Bats. Simboleggia George Sewell, e questo si capisce da varie cose, tra cui la lente sull'occhio che simboleggia l'autorità, dal fatto che con quella frase si burla di Murphy, cosa che da sempre Sewell fa, e dal fatto che è accompagnato da tantissimi Wepping Bats che come detto rappresentano le guardie carcerarie.
- Wheelman: È il boss finale del gioco, rappresenta Frank Cunningham dopo essere stato massacrato da Sewell. Appare come un mostro gigantesco attaccato a dei macchinari. Ovviamente Frank dopo essere stato massacrato è stato costretto a vivere, paralizzato, su una sedia a rotelle, attaccato a dei macchinari che lo facevano vivere, e mutilato. Murphy per sconfiggere il boss finale dovrà scollegare gli enormi cavi che lo fanno vivere e accecarlo con dei riflettori per poi colpirlo, facendo attenzione ad altri mostri.

Dopo averlo ucciso Murphy sviene e una volta rialzato si trova davanti Frank morto, e Anne al fianco, Murphy risulta stupito dicendo che lui non ha ucciso Frank ma che era un mostro gigantesco. La battaglia potrebbe significare due cose: Murphy che si sente ugualmente in colpa di aver comunque fatto in modo di uccidere Frank (anche se alla fine è stato Sewell ad ucciderlo e Murphy non c'entra niente); oppure, se si crede alla teoria della morte di Murphy sulla barca e della proiezione mentale di Anne, sarebbe stata tutta una metafora della supposizione di Anne che pensa sia stato Murphy ad uccidere il padre.

### Ambientazioni e mostri
- Devil's Pit: Screamers, Void, Tormented Souls.
- Miniere: Screamers, Wepping Bats, Monocle Man.
- Silent Hill: Screamers, Prisoner Minions, Dolls.
- Uffici/Libreria: Screamers, Wepping Bats, Dolls.
- Stazione radio: Screamers, Wepping Bats, Uomo Nero, Prisoner Minions, Void, Tormented Souls, Wall Corpse.
- Monastero/Teatro/Orfanotrofio: Uomo nero, Screamers, Wepping Bats, Void, Tormented Souls, Wall Corpse, Dolls.
- Prigione: Screamers, Prisoner Minions, Prisoner Juggernauts, Void, Wall Corpse, Uomo Nero, Wheelman.

## Curiosità
Gli sviluppatori hanno messo alcuni camei tipici del gioco:
1. La stanza di Silent Hill 4, la room 302: proseguendo nel gioco, si può passare per Landsdale Avenue cioè tra Brite Street e Cook Street. Usando lo strumento-arma Arpione, si può sbloccare la scala antincendio che porterà a due finestre di cui una è aperta. Entrando, vi troverete nella room: al suo interno si può trovare una pistola e un kit medico, ma non si può entrare nel bagno, né nello sgabuzzino né nella camera da letto.
2. Musica originale del primo Silent Hill: entrate nella cucina che trovate nella prima parte del gioco. Prendete le monete dal registratore di cassa dietro al bar e inseritele nel juke-box in un angolo della stanza. Partirà la colonna sonora originale del primo Silent Hill. La Stessa colonna sonora verrà mandato da Ricks alla stazione Radio, quando avviene l'incontro tra Murphy e il DJ.
3. Il Postino Howard Blackwood: Howard ha fatto già la sua prima apparizione a Silent Hill nel fumetto Past Life ambientato nel 1867, a differenza di Downpour che è ambientato ai giorni nostri. Il postino è probabilmente un altro degli "spiriti silenziosi" che invadono le strade di Silent Hill
4. Silent Hill Homecoming viene ricordata tramite due dipinti presenti nella prigione: uno è l'ingresso alla cittadina Shepherd's Glen [confinante con Silent Hill] e l'altro mostra la casa Natale di Alex Shepherd, protagonista del quinto capitolo della saga.

## Accoglienza e vendite
Nonostante il gioco sia un ritorno alle origini della saga con features in più, ha ricevuto recensioni miste da parte della critica e della utenza.
Ha un Metascore del 68% da parte della critica e del 72% da parte dell'utenza.
La rivista Play Generation diede alla versione per PlayStation 3 un punteggio di 75/100, apprezzando l'ambientazione, i personaggi, gli enigmi interessanti ed a tratti impegnativi e come contro il sistema di combattimento spartano e poco fluido e il comparto tecnico senza "acuti", finendo per trovarla un'avventura fedele alla tradizione della saga, che sarebbe piaciuta ai fan del genere ma non sarebbe stata in grado di sorprendere anche per il fatto di essere minata da pessimi combattimenti.

### Vendite
Il gioco ha riscosso un discreto numero di vendite, nelle prime 10 settimane ha venduto oltre 300 000 copie (1/3 in più in confronto ad Homecoming) e poi, dopo le 10 settimane, ha continuato con circa 1000/2000 copie vendute a settimana.